# Igor Igorewitsch Spassowchodski
Igor Igorewitsch Spassowchodski (russisch Игорь Игоревич Спасовходский, engl. Transkription Igor Spasovkhodskiy; * 1. August 1979 in Moskau) ist ein russischer Leichtathlet. Bei einer Körpergröße von 1,91 m beträgt sein Wettkampfgewicht 91 kg.
Spassowchodski trat 2000 bei den Olympischen Spielen in Sydney an und schied als 32. der Qualifikation im Dreisprung aus. Im Jahr darauf gewann er mit 17,08 m Silber bei den U23-Europameisterschaften in Amsterdam, geschlagen nur von dem Schweden Christian Olsson mit 17,24 m. Einen Monat später gewann er mit 17,44 m bei den Weltmeisterschaften 2001 in Edmonton die Bronzemedaille und lag nur drei Zentimeter hinter dem zweitplatzierten Christian Olsson, der Weltmeister Jonathan Edwards hatte mit 17,92 m allerdings einen deutlichen Abstand zu den beiden jungen Springern.
Bei den Halleneuropameisterschaften 2002 in Wien belegte Spassowchodski mit 16,52 m Platz sieben. Danach schied Spassowchodski bei internationalen Meisterschaften immer wieder in der Qualifikation aus. Erst 2005 bei den Halleneuropameisterschaften in Madrid konnte er sich wieder für ein Finale qualifizieren und gewann dann mit 17,20 m auch den Titel. Im Sommer 2005 wurde er erstmals Russischer Meister im Dreisprung, erreichte aber bei den Weltmeisterschaften 2005 in Helsinki nicht das Finale.
Bei den Hallenweltmeisterschaften 2006 in seiner Heimatstadt belegte er mit 17,25 m den fünften Platz.

## Erfolge
| Jahr | Veranstaltung               | Ort                 | Platz | Anmerkung                          |
| ---- | --------------------------- | ------------------- | ----- | ---------------------------------- |
| 2001 | Weltmeisterschaften         | Edmonton, Kanada    | 3     | 17,44 m (persönliche Bestleistung) |
|      | Universiade                 | Peking, VR China    | 4     |                                    |
| 2002 | Halleneuropameisterschaften | Wien, Österreich    | 7     |                                    |
| 2005 | Halleneuropameisterschaften | Madrid, Spanien     | 1     |                                    |
|      | Leichtathletik-Weltfinale   | Monte-Carlo, Monaco | 7     |                                    |
| 2006 | Hallenweltmeisterschaften   | Moskau, Russland    | 5     |                                    |